# فيلابلاريكس
بلدية فيلابلاريكس (بالإسبانية: Vilablareix) هي بلدية تقع في مقاطعة جرندة التابعة لمنطقة كتالونيا شمال شرق إسبانيا.

## الديموغرافيا
بلغ عدد سكان بلدية فيلابلاريكس 2.401 نسمة عام 2011 (وفقاً للمعهد الوطني الإسباني للإحصاء).
| 1.323 | 1.658 | 2.098 | 2.189 | 2.266 | 2.283 | 2.401 |